# Gonomyia (Leiponeura) yapensis
Gonomyia (Leiponeura) yapensis is een tweevleugelige uit de familie steltmuggen (Limoniidae). De soort komt voor in het Australaziatisch gebied.